# Medagliati olimpici nel pattinaggio di velocità
Elenco dei vincitori di medaglia olimpica nel pattinaggio di velocità.

## Albo d'oro

### Maschile

#### 500 m
| Edizione                                       | Oro                                            | Argento                                      | Bronzo                                       |
| ---------------------------------------------- | ---------------------------------------------- | -------------------------------------------- | -------------------------------------------- |
| Chamonix-Mont-Blanc 1924                       | Charles Jewtraw                                | Oskar Olsen                                  | Roald Larsen                                 |
| Chamonix-Mont-Blanc 1924                       | Charles Jewtraw                                | Oskar Olsen                                  | Clas Thunberg                                |
| Sankt Moritz 1928                              | Bernt Evensen                                  | —                                            | John Farrell                                 |
| Sankt Moritz 1928                              | Clas Thunberg                                  | —                                            | Jaakko Friman                                |
| Sankt Moritz 1928                              | Clas Thunberg                                  | —                                            | Roald Larsen                                 |
| Lake Placid 1932                               | Jack Shea                                      | Bernt Evensen                                | Alexander Hurd                               |
| Garmisch-Partenkirchen 1936                    | Ivar Ballangrud                                | Georg Krog                                   | Leo Freisinger                               |
| Sankt Moritz 1948                              | Finn Helgesen                                  | Kenneth Bartholomew                          | —                                            |
| Sankt Moritz 1948                              | Finn Helgesen                                  | Thomas Byberg                                | —                                            |
| Sankt Moritz 1948                              | Finn Helgesen                                  | Robert Fitzgerald                            | —                                            |
| Oslo 1952                                      | Kenneth Henry                                  | Donald McDermott                             | Gordon Audley                                |
| Oslo 1952                                      | Kenneth Henry                                  | Donald McDermott                             | Arne Johansen                                |
| Cortina d'Ampezzo 1956                         | Evgenij Grišin                                 | Rafaėl' Grač                                 | Alv Gjestvang                                |
| Squaw Valley 1960                              | Evgenij Grišin                                 | Bill Disney                                  | Rafaėl' Grač                                 |
| Innsbruck 1964                                 | Terry McDermott                                | Alv Gjestvang                                | —                                            |
| Innsbruck 1964                                 | Terry McDermott                                | Evgenij Grišin                               | —                                            |
| Innsbruck 1964                                 | Terry McDermott                                | Vladimir Orlov                               | —                                            |
| Grenoble 1968                                  | Erhard Keller                                  | Terry McDermott                              | —                                            |
| Grenoble 1968                                  | Erhard Keller                                  | Magne Thomassen                              | —                                            |
| Sapporo 1972                                   | Erhard Keller                                  | Hasse Börjes                                 | Valerij Muratov                              |
| Innsbruck 1976                                 | Evgenij Kulikov                                | Valerij Muratov                              | Dan Immerfall                                |
| Lake Placid 1980                               | Eric Heiden                                    | Evgenij Kulikov                              | Lieuwe de Boer                               |
| Sarajevo 1984                                  | Sergej Fokičev                                 | Yoshihiro Kitazawa                           | Gaétan Boucher                               |
| Calgary 1988                                   | Uwe-Jens Mey                                   | Jan Ykema                                    | Akira Kuroiwa                                |
| Albertville 1992                               | Uwe-Jens Mey                                   | Toshiyuki Kuroiwa                            | Junichi Inoue                                |
| Lillehammer 1994                               | Aleksandr Golubev                              | Sergej Klevčenja                             | Manabu Horii                                 |
| Nagano 1998                                    | Hiroyasu Shimizu                               | Jeremy Wotherspoon                           | Kevin Overland                               |
| Salt Lake City 2002                            | Casey FitzRandolph                             | Hiroyasu Shimizu                             | Kip Carpenter                                |
| Torino 2006                                    | Joey Cheek                                     | Dmitrij Dorofeev                             | Lee Kang-seok                                |
| Vancouver 2010                                 | Mo Tae-bum                                     | Keiichiro Nagashima                          | Joji Kato                                    |
| Soči 2014                                      | Michel Mulder                                  | Jan Smeekens                                 | Ronald Mulder                                |
| Pyeongchang 2018                               | Håvard Lorentzen                               | Cha Min-kyu                                  | Gao Tingyu                                   |
| Pechino 2022                                   | Gao Tingyu                                     | Cha Min-kyu                                  | Wataru Morishige                             |
| Atleta meglio premiato: Evgenij Grišin (2/1/0) | Atleta meglio premiato: Evgenij Grišin (2/1/0) | Nazione meglio premiata: Stati Uniti (7/5/4) | Nazione meglio premiata: Stati Uniti (7/5/4) |

#### 1.000 m
| Edizione                                    | Oro                                         | Argento                                      | Bronzo                                       |
| ------------------------------------------- | ------------------------------------------- | -------------------------------------------- | -------------------------------------------- |
| Innsbruck 1976                              | Peter Mueller                               | Jørn Didriksen                               | Valerij Muratov                              |
| Lake Placid 1980                            | Eric Heiden                                 | Gaétan Boucher                               | Vladimir Lobanov                             |
| Lake Placid 1980                            | Eric Heiden                                 | Gaétan Boucher                               | Frode Rønning                                |
| Sarajevo 1984                               | Gaétan Boucher                              | Sergej Chlebnikov                            | Kai Arne Engelstad                           |
| Calgary 1988                                | Nikolaj Guljaev                             | Uwe-Jens Mey                                 | Ihar Žaljazoŭski                             |
| Albertville 1992                            | Olaf Zinke                                  | Kim Yoon-man                                 | Yukinori Miyabe                              |
| Lillehammer 1994                            | Dan Jansen                                  | Ihar Žaljazoŭski                             | Sergej Klevčenja                             |
| Nagano 1998                                 | Ids Postma                                  | Jan Bos                                      | Hiroyasu Shimizu                             |
| Salt Lake City 2002                         | Gerard van Velde                            | Jan Bos                                      | Joey Cheek                                   |
| Torino 2006                                 | Shani Davis                                 | Joey Cheek                                   | Erben Wennemars                              |
| Vancouver 2010                              | Shani Davis                                 | Mo Tae-bum                                   | Chad Hedrick                                 |
| Soči 2014                                   | Stefan Groothuis                            | Denny Morrison                               | Michel Mulder                                |
| Pyeongchang 2018                            | Kjeld Nuis                                  | Håvard Lorentzen                             | Kim Tae-yun                                  |
| Pechino 2022                                | Thomas Krol                                 | Laurent Dubreuil                             | Håvard Lorentzen                             |
| Atleta meglio premiato: Shani Davis (2/0/0) | Atleta meglio premiato: Shani Davis (2/0/0) | Nazione meglio premiata: Paesi Bassi (5/2/2) | Nazione meglio premiata: Paesi Bassi (5/2/2) |

#### 1.500 m
| Edizione                                                              | Oro                                                                   | Argento                                   | Bronzo                                    |
| --------------------------------------------------------------------- | --------------------------------------------------------------------- | ----------------------------------------- | ----------------------------------------- |
| Chamonix-Mont-Blanc 1924                                              | Clas Thunberg                                                         | Roald Larsen                              | Sigurd Moen                               |
| Sankt Moritz 1928                                                     | Clas Thunberg                                                         | Bernt Evensen                             | Ivar Ballangrud                           |
| Lake Placid 1932                                                      | Jack Shea                                                             | Alexander Hurd                            | Willy Logan                               |
| Garmisch-Partenkirchen 1936                                           | Charles Mathiesen                                                     | Ivar Ballangrud                           | Birger Wasenius                           |
| Sankt Moritz 1948                                                     | Sverre Farstad                                                        | Åke Seyffarth                             | Odd Lundberg                              |
| Oslo 1952                                                             | Hjalmar Andersen                                                      | Wim van der Voort                         | Roald Aas                                 |
| Cortina d'Ampezzo 1956                                                | Evgenij Grišin                                                        | —                                         | Toivo Salonen                             |
| Cortina d'Ampezzo 1956                                                | Jurij Michajlov                                                       | —                                         | Toivo Salonen                             |
| Squaw Valley 1960                                                     | Roald Aas                                                             | —                                         | Boris Stenin                              |
| Squaw Valley 1960                                                     | Evgenij Grišin                                                        | —                                         | Boris Stenin                              |
| Innsbruck 1964                                                        | Ants Antson                                                           | Kees Verkerk                              | Villy Haugen                              |
| Grenoble 1968                                                         | Kees Verkerk                                                          | Ivar Eriksen                              | —                                         |
| Grenoble 1968                                                         | Kees Verkerk                                                          | Ard Schenk                                | —                                         |
| Sapporo 1972                                                          | Ard Schenk                                                            | Roar Grønvold                             | Göran Claeson                             |
| Innsbruck 1976                                                        | Jan Egil Storholt                                                     | Jurij Kondakov                            | Hans van Helden                           |
| Lake Placid 1980                                                      | Eric Heiden                                                           | Kay Stenshjemmet                          | Terje Andersen                            |
| Sarajevo 1984                                                         | Gaétan Boucher                                                        | Sergej Chlebnikov                         | Oleg Bož'ev                               |
| Calgary 1988                                                          | André Hoffmann                                                        | Eric Flaim                                | Michael Hadschieff                        |
| Albertville 1992                                                      | Johann Olav Koss                                                      | Ådne Søndrål                              | Leo Visser                                |
| Lillehammer 1994                                                      | Johann Olav Koss                                                      | Rintje Ritsma                             | Falko Zandstra                            |
| Nagano 1998                                                           | Ådne Søndrål                                                          | Ids Postma                                | Rintje Ritsma                             |
| Salt Lake City 2002                                                   | Derek Parra                                                           | Jochem Uytdehaage                         | Ådne Søndrål                              |
| Torino 2006                                                           | Enrico Fabris                                                         | Shani Davis                               | Chad Hedrick                              |
| Vancouver 2010                                                        | Mark Tuitert                                                          | Shani Davis                               | Håvard Bøkko                              |
| Soči 2014                                                             | Zbigniew Bródka                                                       | Koen Verweij                              | Denny Morrison                            |
| Pyeongchang 2018                                                      | Kjeld Nuis                                                            | Patrick Roest                             | Kim Min-seok                              |
| Pechino 2022                                                          | Kjeld Nuis                                                            | Thomas Krol                               | Kim Min-seok                              |
| Atleta meglio premiato: Thunberg, Koss, Nuis e Evgenij Grišin (2/0/0) | Atleta meglio premiato: Thunberg, Koss, Nuis e Evgenij Grišin (2/0/0) | Nazione meglio premiata: Norvegia (8/7/7) | Nazione meglio premiata: Norvegia (8/7/7) |

#### 5.000 m
| Edizione                                    | Oro                                         | Argento                                   | Bronzo                                    |
| ------------------------------------------- | ------------------------------------------- | ----------------------------------------- | ----------------------------------------- |
| Chamonix-Mont-Blanc 1924                    | Clas Thunberg                               | Julius Skutnabb                           | Roald Larsen                              |
| Sankt Moritz 1928                           | Ivar Ballangrud                             | Julius Skutnabb                           | Bernt Evensen                             |
| Lake Placid 1932                            | Irving Jaffee                               | Eddie Murphy                              | Willy Logan                               |
| Garmisch-Partenkirchen 1936                 | Ivar Ballangrud                             | Birger Wasenius                           | Antero Ojala                              |
| Sankt Moritz 1948                           | Reidar Liaklev                              | Odd Lundberg                              | Göthe Hedlund                             |
| Oslo 1952                                   | Hjalmar Andersen                            | Kees Broekman                             | Sverre Haugli                             |
| Cortina d'Ampezzo 1956                      | Boris Šilkov                                | Sigge Ericsson                            | Oleg Gončarenko                           |
| Squaw Valley 1960                           | Viktor Kosičkin                             | Knut Johannesen                           | Jan Pesman                                |
| Innsbruck 1964                              | Knut Johannesen                             | Per Ivar Moe                              | Fred Anton Maier                          |
| Grenoble 1968                               | Fred Anton Maier                            | Kees Verkerk                              | Peter Nottet                              |
| Sapporo 1972                                | Ard Schenk                                  | Roar Grønvold                             | Sten Stensen                              |
| Innsbruck 1976                              | Sten Stensen                                | Piet Kleine                               | Hans van Helden                           |
| Lake Placid 1980                            | Eric Heiden                                 | Kay Stenshjemmet                          | Tom Erik Oxholm                           |
| Sarajevo 1984                               | Tomas Gustafson                             | Igor' Malkov                              | René Schöfisch                            |
| Calgary 1988                                | Tomas Gustafson                             | Leo Visser                                | Gerard Kemkers                            |
| Albertville 1992                            | Geir Karlstad                               | Falko Zandstra                            | Leo Visser                                |
| Lillehammer 1994                            | Johann Olav Koss                            | Kjell Storelid                            | Rintje Ritsma                             |
| Nagano 1998                                 | Gianni Romme                                | Rintje Ritsma                             | Bart Veldkamp                             |
| Salt Lake City 2002                         | Jochem Uytdehaage                           | Derek Parra                               | Jens Boden                                |
| Torino 2006                                 | Chad Hedrick                                | Sven Kramer                               | Enrico Fabris                             |
| Vancouver 2010                              | Sven Kramer                                 | Lee Seung-hoon                            | Ivan Skobrev                              |
| Soči 2014                                   | Sven Kramer                                 | Jan Blokhuijsen                           | Jorrit Bergsma                            |
| Pyeongchang 2018                            | Sven Kramer                                 | Ted-Jan Bloemen                           | Sverre Lunde Pedersen                     |
| Pechino 2022                                | Nils van der Poel                           | Patrick Roest                             | Hallgeir Engebråten                       |
| Atleta meglio premiato: Sven Kramer (3/1/0) | Atleta meglio premiato: Sven Kramer (3/1/0) | Nazione meglio premiata: Norvegia (9/6/8) | Nazione meglio premiata: Norvegia (9/6/8) |

#### 10.000 m
| Edizione                                    | Oro                                                                                     | Argento                                                                                 | Bronzo                                                                                  |
| ------------------------------------------- | --------------------------------------------------------------------------------------- | --------------------------------------------------------------------------------------- | --------------------------------------------------------------------------------------- |
| Chamonix-Mont-Blanc 1924                    | Julius Skutnabb                                                                         | Clas Thunberg                                                                           | Roald Larsen                                                                            |
| Sankt Moritz 1928                           | Evento cancellato nel corso della manifestazione per condizioni climatiche e logistiche | Evento cancellato nel corso della manifestazione per condizioni climatiche e logistiche | Evento cancellato nel corso della manifestazione per condizioni climatiche e logistiche |
| Lake Placid 1932                            | Irving Jaffee                                                                           | Ivar Ballangrud                                                                         | Frank Stack                                                                             |
| Garmisch-Partenkirchen 1936                 | Ivar Ballangrud                                                                         | Birger Wasenius                                                                         | Max Stiepl                                                                              |
| Sankt Moritz 1948                           | Åke Seyffarth                                                                           | Lassi Parkkinen                                                                         | Pentti Lammio                                                                           |
| Oslo 1952                                   | Hjalmar Andersen                                                                        | Kees Broekman                                                                           | Carl-Erik Asplund                                                                       |
| Cortina d'Ampezzo 1956                      | Sigge Ericsson                                                                          | Knut Johannesen                                                                         | Oleg Gončarenko                                                                         |
| Squaw Valley 1960                           | Knut Johannesen                                                                         | Viktor Kosičkin                                                                         | Kjell Bäckman                                                                           |
| Innsbruck 1964                              | Jonny Nilsson                                                                           | Fred Anton Maier                                                                        | Knut Johannesen                                                                         |
| Grenoble 1968                               | Johnny Höglin                                                                           | Fred Anton Maier                                                                        | Örjan Sandler                                                                           |
| Sapporo 1972                                | Ard Schenk                                                                              | Kees Verkerk                                                                            | Sten Stensen                                                                            |
| Innsbruck 1976                              | Piet Kleine                                                                             | Sten Stensen                                                                            | Hans van Helden                                                                         |
| Lake Placid 1980                            | Eric Heiden                                                                             | Piet Kleine                                                                             | Tom Erik Oxholm                                                                         |
| Sarajevo 1984                               | Igor' Malkov                                                                            | Tomas Gustafson                                                                         | René Schöfisch                                                                          |
| Calgary 1988                                | Tomas Gustafson                                                                         | Michael Hadschieff                                                                      | Leo Visser                                                                              |
| Albertville 1992                            | Bart Veldkamp                                                                           | Johann Olav Koss                                                                        | Geir Karlstad                                                                           |
| Lillehammer 1994                            | Johann Olav Koss                                                                        | Kjell Storelid                                                                          | Bart Veldkamp                                                                           |
| Nagano 1998                                 | Gianni Romme                                                                            | Bob de Jong                                                                             | Rintje Ritsma                                                                           |
| Salt Lake City 2002                         | Jochem Uytdehaage                                                                       | Gianni Romme                                                                            | Lasse Sætre                                                                             |
| Torino 2006                                 | Bob de Jong                                                                             | Chad Hedrick                                                                            | Carl Verheijen                                                                          |
| Vancouver 2010                              | Lee Seung-hoon                                                                          | Ivan Skobrev                                                                            | Bob de Jong                                                                             |
| Soči 2014                                   | Jorrit Bergsma                                                                          | Sven Kramer                                                                             | Bob de Jong                                                                             |
| Pyeongchang 2018                            | Ted-Jan Bloemen                                                                         | Jorrit Bergsma                                                                          | Nicola Tumolero                                                                         |
| Pechino 2022                                | Nils van der Poel                                                                       | Patrick Roest                                                                           | Davide Ghiotto                                                                          |
| Atleta meglio premiato: Bob de Jong (1/1/2) | Atleta meglio premiato: Bob de Jong (1/1/2)                                             | Nazione meglio premiata: Paesi Bassi (7/8/7)                                            | Nazione meglio premiata: Paesi Bassi (7/8/7)                                            |

#### Mass start
| Edizione                                    | Oro                                         | Argento                                        | Bronzo                                         |
| ------------------------------------------- | ------------------------------------------- | ---------------------------------------------- | ---------------------------------------------- |
| Pyeongchang 2018                            | Lee Seung-hoon                              | Bart Swings                                    | Koen Verweij                                   |
| Pechino 2022                                | Bart Swings                                 | Chung Jae-won                                  | Lee Seung-hoon                                 |
| Atleta meglio premiato: Bart Swings (1/1/0) | Atleta meglio premiato: Bart Swings (1/1/0) | Nazione meglio premiata: Corea del Sud (1/1/1) | Nazione meglio premiata: Corea del Sud (1/1/1) |

#### Inseguimento a squadre
| Edizione                                  | Oro         | Argento                 | Bronzo      |
| ----------------------------------------- | ----------- | ----------------------- | ----------- |
| Torino 2006                               | Italia      | Canada                  | Paesi Bassi |
| Vancouver 2010                            | Canada      | Stati Uniti             | Paesi Bassi |
| Soči 2014                                 | Paesi Bassi | Corea del Sud           | Polonia     |
| Pyeongchang 2018                          | Norvegia    | Corea del Sud           | Paesi Bassi |
| Pechino 2022                              | Norvegia    | Comitato Olimpico Russo | Stati Uniti |
| Nazione meglio premiata: Norvegia (2/0/0) |             |                         |             |

#### All-Around
Evento non più incluso nel programma.
| Edizione                 | Oro           | Argento      | Bronzo          |
| ------------------------ | ------------- | ------------ | --------------- |
| Chamonix-Mont-Blanc 1924 | Clas Thunberg | Roald Larsen | Julius Skutnabb |

### Femminile

#### 500 m
| Edizione                                     | Oro                                          | Argento                                      | Bronzo                                       |
| -------------------------------------------- | -------------------------------------------- | -------------------------------------------- | -------------------------------------------- |
| Lake Placid 1932                             | Jean Wilson                                  | Elizabeth Dubois                             | Kit Klein                                    |
| Squaw Valley 1960                            | Helga Haase                                  | Natal'ja Dončenko                            | Jeanne Ashworth                              |
| Innsbruck 1964                               | Lidija Skoblikova                            | Irina Egorova                                | Tat'jana Sidorova                            |
| Grenoble 1968                                | Ljudmila Titova                              | Jenny Fish                                   | —                                            |
| Grenoble 1968                                | Ljudmila Titova                              | Dianne Holum                                 | —                                            |
| Grenoble 1968                                | Ljudmila Titova                              | Mary Meyers                                  | —                                            |
| Sapporo 1972                                 | Anne Henning                                 | Vera Krasnova                                | Ljudmila Titova                              |
| Innsbruck 1976                               | Sheila Young                                 | Cathy Priestner                              | Tat'jana Averina                             |
| Lake Placid 1980                             | Karin Enke                                   | Leah Poulos-Mueller                          | Natal'ja Petrusëva                           |
| Sarajevo 1984                                | Christa Rothenburger                         | Karin Enke                                   | Natal'ja Šive                                |
| Calgary 1988                                 | Bonnie Blair                                 | Christa Rothenburger                         | Karin Enke                                   |
| Albertville 1992                             | Bonnie Blair                                 | Ye Qiaobo                                    | Christa Luding-Rothenburger                  |
| Lillehammer 1994                             | Bonnie Blair                                 | Susan Auch                                   | Franziska Schenk                             |
| Nagano 1998                                  | Catriona Le May Doan                         | Susan Auch                                   | Tomomi Okazaki                               |
| Salt Lake City 2002                          | Catriona Le May Doan                         | Monique Garbrecht-Enfeldt                    | Sabine Völker                                |
| Torino 2006                                  | Svetlana Žurova                              | Wang Manli                                   | Ren Hui                                      |
| Vancouver 2010                               | Lee Sang-hwa                                 | Jenny Wolf                                   | Wang Beixing                                 |
| Soči 2014                                    | Lee Sang-hwa                                 | Ol'ga Fatkulina                              | Margot Boer                                  |
| Pyeongchang 2018                             | Nao Kodaira                                  | Lee Sang-hwa                                 | Karolína Erbanová                            |
| Pechino 2022                                 | Erin Jackson                                 | Miho Takagi                                  | Angelina Golikova                            |
| Atleta meglio premiato: Bonnie Blair (3/0/0) | Atleta meglio premiato: Bonnie Blair (3/0/0) | Nazione meglio premiata: Stati Uniti (6/5/2) | Nazione meglio premiata: Stati Uniti (6/5/2) |

#### 1.000 m
| Edizione                                     | Oro                                          | Argento                                      | Bronzo                                       |
| -------------------------------------------- | -------------------------------------------- | -------------------------------------------- | -------------------------------------------- |
| Lake Placid 1932                             | Elizabeth Dubois                             | Hattie Donaldson                             | Dorothy Franey                               |
| Squaw Valley 1960                            | Klara Guseva                                 | Helga Haase                                  | Tamara Rylova                                |
| Innsbruck 1964                               | Lidija Skoblikova                            | Irina Egorova                                | Kaija Mustonen                               |
| Grenoble 1968                                | Carry Geijssen                               | Ljudmila Titova                              | Dianne Holum                                 |
| Sapporo 1972                                 | Monika Pflug                                 | Atje Keulen-Deelstra                         | Anne Henning                                 |
| Innsbruck 1976                               | Tat'jana Averina                             | Leah Poulos                                  | Sheila Young                                 |
| Lake Placid 1980                             | Natal'ja Petrusëva                           | Leah Poulos-Mueller                          | Sylvia Albrecht                              |
| Sarajevo 1984                                | Karin Enke                                   | Andrea Schöne                                | Natal'ja Petrusëva                           |
| Calgary 1988                                 | Christa Rothenburger                         | Karin Enke                                   | Bonnie Blair                                 |
| Albertville 1992                             | Bonnie Blair                                 | Ye Qiaobo                                    | Monique Garbrecht                            |
| Lillehammer 1994                             | Bonnie Blair                                 | Anke Baier                                   | Ye Qiaobo                                    |
| Nagano 1998                                  | Marianne Timmer                              | Christine Witty                              | Catriona Le May Doan                         |
| Salt Lake City 2002                          | Christine Witty                              | Sabine Völker                                | Jennifer Rodriguez                           |
| Torino 2006                                  | Marianne Timmer                              | Cindy Klassen                                | Anni Friesinger                              |
| Vancouver 2010                               | Christine Nesbitt                            | Annette Gerritsen                            | Laurine van Riessen                          |
| Soči 2014                                    | Zhang Hong                                   | Ireen Wüst                                   | Margot Boer                                  |
| Pyeongchang 2018                             | Jorien ter Mors                              | Nao Kodaira                                  | Miho Takagi                                  |
| Pechino 2022                                 | Miho Takagi                                  | Jutta Leerdam                                | Brittany Bowe                                |
| Atleta meglio premiato: Bonnie Blair (2/0/1) | Atleta meglio premiato: Bonnie Blair (2/0/1) | Nazione meglio premiata: Paesi Bassi (4/4/2) | Nazione meglio premiata: Paesi Bassi (4/4/2) |

#### 1.500 m
| Edizione                                   | Oro                                        | Argento                                      | Bronzo                                       |
| ------------------------------------------ | ------------------------------------------ | -------------------------------------------- | -------------------------------------------- |
| Lake Placid 1932                           | Kit Klein                                  | Jean Wilson                                  | Helen Bina                                   |
| Squaw Valley 1960                          | Lidija Skoblikova                          | Elwira Seroczyńska                           | Helena Pilejczyk                             |
| Innsbruck 1964                             | Lidija Skoblikova                          | Kaija Mustonen                               | Berta Kolokol'ceva                           |
| Grenoble 1968                              | Kaija Mustonen                             | Carry Geijssen                               | Stien Kaiser                                 |
| Sapporo 1972                               | Dianne Holum                               | Stien Kaiser                                 | Atje Keulen-Deelstra                         |
| Innsbruck 1976                             | Galina Stepanskaja                         | Sheila Young                                 | Tat'jana Averina                             |
| Lake Placid 1980                           | Annie Borckink                             | Ria Visser                                   | Sabine Becker                                |
| Sarajevo 1984                              | Karin Enke                                 | Andrea Schöne                                | Natal'ja Petrusëva                           |
| Calgary 1988                               | Yvonne van Gennip                          | Karin Enke                                   | Andrea Ehrig                                 |
| Albertville 1992                           | Jacqueline Börner                          | Gunda Niemann                                | Seiko Hashimoto                              |
| Lillehammer 1994                           | Emese Hunyady                              | Svetlana Fedotkina                           | Gunda Niemann                                |
| Nagano 1998                                | Marianne Timmer                            | Gunda Niemann-Stirnemann                     | Christine Witty                              |
| Salt Lake City 2002                        | Anni Friesinger                            | Sabine Völker                                | Jennifer Rodriguez                           |
| Torino 2006                                | Cindy Klassen                              | Kristina Groves                              | Ireen Wüst                                   |
| Vancouver 2010                             | Ireen Wüst                                 | Kristina Groves                              | Martina Sáblíková                            |
| Soči 2014                                  | Jorien ter Mors                            | Ireen Wüst                                   | Lotte van Beek                               |
| Pyeongchang 2018                           | Ireen Wüst                                 | Miho Takagi                                  | Marrit Leenstra                              |
| Pechino 2022                               | Ireen Wüst                                 | Miho Takagi                                  | Antoinette de Jong                           |
| Atleta meglio premiato: Ireen Wüst (3/1/1) | Atleta meglio premiato: Ireen Wüst (3/1/1) | Nazione meglio premiata: Paesi Bassi (7/4/6) | Nazione meglio premiata: Paesi Bassi (7/4/6) |

#### 3.000 m
| Edizione                             | Oro                                  | Argento                                      | Bronzo                                       |
| ------------------------------------ | ------------------------------------ | -------------------------------------------- | -------------------------------------------- |
| Squaw Valley 1960                    | Lidija Skoblikova                    | Valentina Stenina                            | Eevi Huttunen                                |
| Innsbruck 1964                       | Lidija Skoblikova                    | Han Pil-hwa                                  | —                                            |
| Innsbruck 1964                       | Lidija Skoblikova                    | Valentina Stenina                            | —                                            |
| Grenoble 1968                        | Ans Schut                            | Kaija Mustonen                               | Stien Kaiser                                 |
| Sapporo 1972                         | Stien Kaiser                         | Dianne Holum                                 | Atje Keulen-Deelstra                         |
| Innsbruck 1976                       | Tat'jana Averina                     | Andrea Mitscherlich                          | Lisbeth Korsmo                               |
| Lake Placid 1980                     | Bjørg Eva Jensen                     | Sabine Becker                                | Beth Heiden                                  |
| Sarajevo 1984                        | Andrea Schöne                        | Karin Enke                                   | Gabi Schönbrunn                              |
| Calgary 1988                         | Yvonne van Gennip                    | Andrea Ehrig                                 | Gabi Zange                                   |
| Albertville 1992                     | Gunda Niemann                        | Heike Warnicke                               | Emese Hunyady                                |
| Lillehammer 1994                     | Svetlana Bažanova                    | Emese Hunyady                                | Claudia Pechstein                            |
| Nagano 1998                          | Gunda Niemann-Stirnemann             | Claudia Pechstein                            | Anni Friesinger                              |
| Salt Lake City 2002                  | Claudia Pechstein                    | Renate Groenewold                            | Cindy Klassen                                |
| Torino 2006                          | Ireen Wüst                           | Renate Groenewold                            | Cindy Klassen                                |
| Vancouver 2010                       | Martina Sáblíková                    | Stephanie Beckert                            | Kristina Groves                              |
| Soči 2014                            | Ireen Wüst                           | Martina Sáblíková                            | Ol'ga Graf                                   |
| Pyeongchang 2018                     | Carlijn Achtereekte                  | Ireen Wüst                                   | Antoinette de Jong                           |
| Pechino 2022                         | Irene Schouten                       | Francesca Lollobrigida                       | Isabelle Weidemann                           |
| Atleta meglio premiato: Wüst (2/1/0) | Atleta meglio premiato: Wüst (2/1/0) | Nazione meglio premiata: Paesi Bassi (7/3/3) | Nazione meglio premiata: Paesi Bassi (7/3/3) |

#### 5.000 m
| Edizione                                          | Oro                                               | Argento                                   | Bronzo                                    |
| ------------------------------------------------- | ------------------------------------------------- | ----------------------------------------- | ----------------------------------------- |
| Calgary 1988                                      | Yvonne van Gennip                                 | Andrea Ehrig                              | Gabi Zange                                |
| Albertville 1992                                  | Gunda Niemann                                     | Heike Warnicke                            | Claudia Pechstein                         |
| Lillehammer 1994                                  | Claudia Pechstein                                 | Gunda Niemann                             | Hiromi Yamamoto                           |
| Nagano 1998                                       | Claudia Pechstein                                 | Gunda Niemann-Stirnemann                  | Ljudmila Prokašëva                        |
| Salt Lake City 2002                               | Claudia Pechstein                                 | Gretha Smit                               | Clara Hughes                              |
| Torino 2006                                       | Clara Hughes                                      | Claudia Pechstein                         | Cindy Klassen                             |
| Vancouver 2010                                    | Martina Sáblíková                                 | Stephanie Beckert                         | Clara Hughes                              |
| Soči 2014                                         | Martina Sáblíková                                 | Ireen Wüst                                | Carien Kleibeuker                         |
| Pyeongchang 2018                                  | Esmee Visser                                      | Martina Sáblíková                         | Natal'ja Voronina                         |
| Pechino 2022                                      | Irene Schouten                                    | Isabelle Weidemann                        | Martina Sáblíková                         |
| Atleta meglio premiato: Claudia Pechstein (3/1/1) | Atleta meglio premiato: Claudia Pechstein (3/1/1) | Nazione meglio premiata: Germania (4/5/1) | Nazione meglio premiata: Germania (4/5/1) |

#### Mass start
| Edizione                                       | Oro                                            | Argento                                      | Bronzo                                       |
| ---------------------------------------------- | ---------------------------------------------- | -------------------------------------------- | -------------------------------------------- |
| Pyeongchang 2018                               | Nana Takagi                                    | Kim Bo-reum                                  | Irene Schouten                               |
| Pechino 2022                                   | Irene Schouten                                 | Ivanie Blondin                               | Francesca Lollobrigida                       |
| Atleta meglio premiato: Irene Schouten (1/0/1) | Atleta meglio premiato: Irene Schouten (1/0/1) | Nazione meglio premiata: Paesi Bassi (1/0/1) | Nazione meglio premiata: Paesi Bassi (1/0/1) |

#### Inseguimento a squadre
| Edizione                                  | Oro         | Argento     | Bronzo      |
| ----------------------------------------- | ----------- | ----------- | ----------- |
| Torino 2006                               | Germania    | Canada      | Russia      |
| Vancouver 2010                            | Germania    | Giappone    | Polonia     |
| Soči 2014                                 | Paesi Bassi | Polonia     | Russia      |
| Pyeongchang 2018                          | Giappone    | Paesi Bassi | Stati Uniti |
| Pechino 2022                              | Canada      | Giappone    | Paesi Bassi |
| Nazione meglio premiata: Germania (2/0/0) |             |             |             |